# Tirisporella beccariana
Tirisporella beccariana är en svampart som först beskrevs av Vincenzo de Cesati, och fick sitt nu gällande namn av E.B.G. Jones, K.D. Hyde & Alias 1996. Tirisporella beccariana ingår i släktet Tirisporella, klassen Dothideomycetes, divisionen sporsäcksvampar och riket svampar.   Inga underarter finns listade i Catalogue of Life.